# Szegedi Emil
Szegedi Emil, 1916-ig Mijandzic (Szeged, 1907. május 1. – Budapest, 1980. május 24.) újságíró, fotóművész, szakíró.

## Élete
Milan Mijandzic szerb pravoszláv vallású borbély és a római katolikus Fejes Erzsébet fia. Iskolai tanulmányait Szabadkán és Szegeden végezte, majd Szabadkára költözött, ahol előbb a Bácsmegyei Napló újságírója volt 1933-ig, utóbb szerkesztője 1941-ig. 
1943-tól Budapesten élt. Az Újság című napilapnál készített riportfotókat. A második világháború alatt hadifogságba esett. 
1945-től 1949-ig a Szabad Nép szerkesztőségében dolgozott, 1949-ben a Magyar Nap című politikai napilapnál, 1951-től a Magyar Fotónál. Egyik alapítója volt az 1956-ban létrejött Magyar Fotóművészek Szövetségének. 1973-ig a Fotó című lap belső munkatársa, olvasószerkesztője volt. 
Első felesége Weisz Irén volt, közös gyermekük, Szegedi László 1933-ban született Szabadkán. Második felesége Pongrácz Panka volt.

## Művei
- Útmutató a fotószakkörök munkájához (Budapest, 1954)
- Fényképezés műfénynél (Járai Rudolffal, Budapest, 1956)
- Bevezetés a fotóesztétikába (Budapest, 1958)
- Útmutató és tanmenet kezdő és haladó fotótanfolyamok vezetéséhez (Budapest, 1960)